# 哈格·根哥布
哈格·戈特弗里德·根哥布（英語：Hage Gottfried Geingob，1941年8月3日—2024年2月4日），纳米比亚政治家，1990至2002年及2012年至2015年任纳米比亚总理，2015年起任纳米比亚總統，2017年起再兼任纳米比亚人组党主席，直至去世。

## 生平
1961年，时年20岁的哥根布加入人组党，后长期担任党内重要职务；1990年纳米比亚独立后，根哥布担任纳米比亚首任总理直至2002年，2004年获英国利兹大学哲学博士学位。2012年再度出任总理一职，至2015年3月就任总统。
2014年11月，哥根布当选纳米比亚第三任总统，次年3月21日上任2017年11月，当选西南非洲人民组织（人组党）主席。2019年11月，哥根布连任纳米比亚总统。
2024年1月，甘戈柏宣布確診癌症，隨後並曾赴美接受治療。2月4日，甘戈柏在納米比亞首都的醫院去世，終年82歲。